# Nova (Zala)
Pour les articles homonymes, voir Nova (homonymie).
Nova est un village et une commune du comitat de Zala en Hongrie.